# 昆明地铁首期工程车辆
昆明地铁首期工程车辆是昆明地铁最早投入使用的地铁列车，目前全数在1号线和2号线运营。

## 简介
昆明地铁首期工程车辆共40列240辆，为B型编组6节列车，由南车株洲电力机车及其旗下的昆明南车城市轨道车辆有限公司共同生产；首列车于2011年10月28日在株洲下线，并于同年11月22日运抵昆明；首列昆明制造的列车于2012年2月17日启动生产，于同年9月25日正式交付。
该款列车于2012年6月28日随6号线开通观光试运行而同步投入使用，于2013年5月20日起开始在1号线运营，于2014年4月30日起开始在2号线运营。随着2015~2017年6号线的新款列车陆续制造完毕并上线，现时该款列车已不再运行于6号线，全数在1号线和2号线运营。

## 列车编组
|              |              | 昆明地铁首期工程车辆                                                                                               | | | | | |
| 车辆编号     | 车辆编号     | 1 | 2 | 3 | 4 | 5 | 6 |
| 集电靴       | 集电靴       | 有 | 无 | 有 | 有 | 无 | 有 |
| 形式区分     | 车厢号       | 车厢号由线路序号、车厢出厂顺序号和车厢类型号组成 车厢出厂顺序号为三位数，第 n 列车的车厢出厂顺序号按照如下方式计算 | 车厢号由线路序号、车厢出厂顺序号和车厢类型号组成 车厢出厂顺序号为三位数，第 n 列车的车厢出厂顺序号按照如下方式计算 | 车厢号由线路序号、车厢出厂顺序号和车厢类型号组成 车厢出厂顺序号为三位数，第 n 列车的车厢出厂顺序号按照如下方式计算 | 车厢号由线路序号、车厢出厂顺序号和车厢类型号组成 车厢出厂顺序号为三位数，第 n 列车的车厢出厂顺序号按照如下方式计算 | 车厢号由线路序号、车厢出厂顺序号和车厢类型号组成 车厢出厂顺序号为三位数，第 n 列车的车厢出厂顺序号按照如下方式计算 | 车厢号由线路序号、车厢出厂顺序号和车厢类型号组成 车厢出厂顺序号为三位数，第 n 列车的车厢出厂顺序号按照如下方式计算 |
| 形式区分     | 车厢号       | 01 (6n-5) 1 | 01 (6n-4) 2 | 01 (6n-3) 3 | 01 (6n-2) 3 | 01 (6n-1) 2 | 01 (6n) 1 |
| 形式区分     | 车厢类型     | Tc | M1 | M2 | M2 | M1 | Tc |
| 动力单元     | 动力单元     | 单元1 | 单元1 | 单元1 | 单元2 | 单元2 | 单元2 |
| 安装机器设备 | 安装机器设备 | SIV | VVVF、CP | VVVF | VVVF | VVVF、CP | SIV |
| 安装机器设备 | 安装机器设备 | VVVF：牵引逆变器装置；SIV：辅助电源装置；CP：电动空气压缩机                                                        | | | | | |
| 额定载客量   | 额定载客量   | 230 人 | 250 人 | 250 人 | 250 人 | 250 人 | 230 人 |
| 极限载客量   | 极限载客量   | 295 人 | 320 人 | 320 人 | 320 人 | 320 人 | 295 人 |

## 列车特点

### 外观与内装
列车车体采用整体承载的刚性结构，由 6005A 和 6082 大型铝合金中空挤压型材焊接而成，车头印有代表昆明轨道交通的蓝绿色“K”字标志。
列车的外部涂装结合“七彩云南”的理念，融入“孔雀开屏”元素；在列车制造当时，用于1、2号线的列车采用红色涂装，用于6号线的列车则采用蓝绿色涂装，两种列车的车身侧面均有对应颜色的色带贯穿全车，现时该款列车已不再运行于6号线，原有的蓝绿色涂装列车改为采用红色涂装。
列车的车厢内部涂装颜色与外部涂装的一致，每节车厢设有八对电动塞拉门、纵向靠墙布置的六张铝合金制长座椅，以及放置大件行李的区域。

### 车钩与转向架
列车采用的 ZMA120-A 型无摇枕全焊接转向架是在西门子交通的 SF2500 型转向架的基础上进行全面国产化的转向架，具有结构简单、易于维护的特点；转向架以螺旋钢弹簧加垂向减振器为一系悬挂，以空气弹簧为二系悬挂，转向架的抗侧滚扭力杆布置在车体底架下方，有利于降低转向架的重量。
列车的车钩由福伊特提供，列车的两端及单元之间设有半自动车钩，其余的节与节之间则以半永久牵引杆相连。

### 牵引及辅助系统
每节动车下方各安装四台南车株洲电机制 YQ-190-6 型牵引电机，单台电机的重量为 590 kg，额定功率为 190 kW，额定电压为 568 V，额定电流为 240 A，工作频率 64.2 Hz，额定转速 1900 r/min， 最高转速 4364 r/min。
每节动车下方各安装一台株洲南车时代电气制 TGN70 型牵引逆变器，其冷却方式为热管散热器走行风冷；每台牵引逆变器的额定输出容量为 2×600 kVA，额定输出电流为 2×465 A，输出电压范围 0～585 V，输出频率范围 0～150 Hz，以1C2M2群方式驱动其所在车厢的牵引电机。
首尾两节拖车下方各安装一台株洲南车时代电气制 TGF67 型辅助电源，其冷却方式为强迫风冷；辅助电源包含交流和直流两部分输出电路，其中交流部分的输出容量为 190 kVA，为列车的空调系统、空气压缩机等供电，直流部分的输出容量为 19 kW，为列车的控制器单元、照明系统、广播系统、蓄电池等供电。

### 制动系统
列车采用克诺尔集团制 EP2002 模拟式电空制动系统，具体包括：
- 压缩空气供给装置（A组）：采用集成式模块结构，为列车提供并储存充足的压缩空气，包括 VV120 空气压缩机及其配套电机、双塔干燥器等。
- 制动控制装置（B组）：采用集成式模块结构，包含制动控制和车轮防滑系统两大主要微机控制功能，其核心部件为网关阀和智能阀。
- 基础制动装置（C组）：安装在转向架上，主要是两种数量相等的轮盘制动单元，其中一种带停放制动功能。
- 车轮防滑设备（G组）：包含安装在转向架轴箱外侧的车轴速度传感器等信号采集设备。
- 空气悬挂装置（L组）：每节车厢的两个转向架均配有空气弹簧，其中一个转向架上的空气弹簧由两个高度阀控制，另一个转向架上的则由一个高度阀控制。
- 轮喷供风设备（V组）：位于首尾两节拖车下方，为轮缘润滑装置提供压缩空气。
- 车钩操纵装置（W组）：包括电磁阀、手动解钩阀、空气软管和塞门等，用于协助进行车辆之间的连挂和解编工作。

### 空调系统
列车采用由王牌冷气（石家庄国祥）提供的空调系统，由 KG29N 型空调机组和 HQD10 型司机室通风单元组成。
- 每节车厢的车顶各安装两台车顶单元式空调机组，单台空调机组的制冷量为 29 kW，通风量为 4250 m3/h，以 R407C 为制冷剂。
- 司机室通风单元安装在司机室顶部，由司机进行手动控制，通过风道将客室主风道内低温空气引入司机室，达到为司机室降温目的。

### 乘客信息系统
列车在首尾两端各安装一块终点LED显示器，显示列车运行的终点站；显示器采用静态显示方式，单行最多显示9个琥珀色汉字。
每扇车门上方各安装一块 LED 闪灯线路图，显示列车的运行方向、下一站、换乘站及线路、终点站等信息。
车门附近安装有 19 寸 LCD 显示器，显示当前日期及时间、列车运行方向和下一站，并播放本地视频节目。

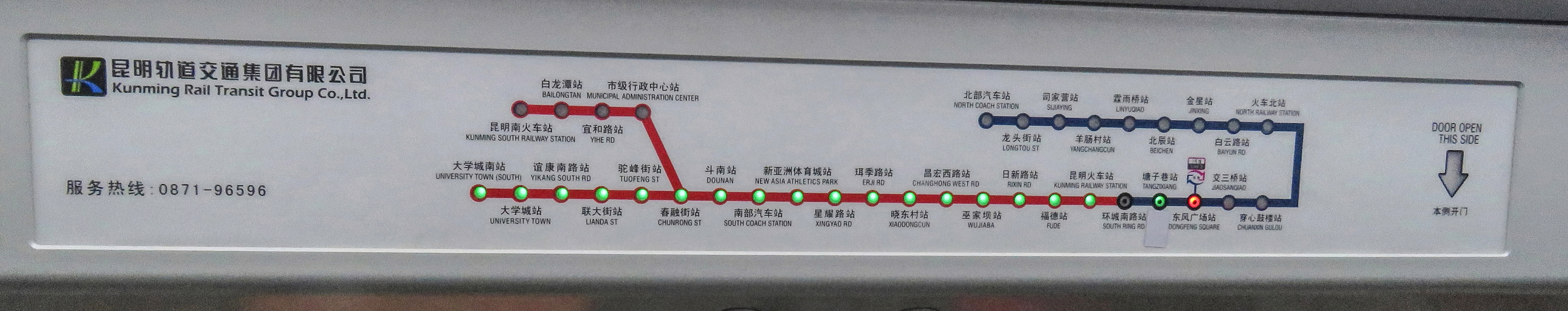
LED 闪灯线路图